# Türkiye Kupası 1972/73
Die Türkiye Kupası 1972/73 war die 11. Auflage des türkischen Fußball-Pokalwettbewerbes. Der Wettbewerb begann am 1. November 1972 mit der 1. Hauptrunde und endete am 23. Mai 1973 mit dem Rückspiel des Finals. Im Endspiel trafen MKE Ankaragücü und Galatasaray Istanbul aufeinander. MKE Ankaragücü nahm zum zweiten Mal in Folge am Finale teil. Für Galatasaray war es das sechste Mal.

## 1. Hauptrunde
- Şekerspor erhielt ein Freilos und war automatisch für die nächste Runde qualifiziert.

|                        | Gesamt |                        | Hinspiel | Rückspiel |
| ---------------------- | ------ | ---------------------- | -------- | --------- |
| Eskişehirspor          | 6:0    | Kıbrıs Gönyeli Gençlik | 3:0      | 3:0       |
| Bursaspor              | 6:1    | Antalya Demirspor      | 3:1      | 3:0       |
| Eskişehir Havagücü     | 1:2    | Mersin İdman Yurdu     | 1:1      | 0:1       |
| Galatasaray Istanbul   | 7:2    | Orduspor               | 5:1      | 2:1       |
| Kayseri Yolspor        | 0:2    | Vefa SK                | 0:1      | 0:1       |
| Lüleburgazspor         | 1:4    | Gaziantepspor          | 0:1      | 1:3       |
| Trabzon Gençlerbirliği | 1:3    | Beykozspor             | 0:2      | 1:1       |
| Altay Izmir            | 0:1    | Fenerbahçe Istanbul    | 0:1      | 0:0       |
| PTT                    | 3:1    | Sivasspor              | 2:1      | 1:0       |
| Beşiktaş Istanbul      | 2:1    | Adana Demirspor        | 2:1      | 0:0       |
| Trabzonspor            | 1:3    | Adanaspor              | 1:0      | 0:3       |
| Göztepe Izmir          | 5:3    | Şekerspor              | 5:1      | 0:2       |

## 2. Hauptrunde
- Şekerspor erhielt ein Freilos und war automatisch für die nächste Runde qualifiziert.

|                    | Gesamt |                      | Hinspiel | Rückspiel |
| ------------------ | ------ | -------------------- | -------- | --------- |
| Mersin İdman Yurdu | 0:2    | Gaziantepspor        | 0:0      | 0:2       |
| Eskişehirspor      | 0:3    | Galatasaray Istanbul | 0:0      | 0:3       |
| Beykozspor         | 1:8    | Fenerbahçe Istanbul  | 0:3      | 1:5       |
| PTT                | 0:1    | Adanaspor            | 0:0      | 0:1       |
| Göztepe Izmir      | 1:2    | Bursaspor            | 0:1      | 1:1       |
| Vefa SK            | 5:0    | Beşiktaş Istanbul    | 2:0      | 3:0       |

## Viertelfinale
|                      | Gesamt |                     | Hinspiel | Rückspiel |
| -------------------- | ------ | ------------------- | -------- | --------- |
| MKE Ankaragücü       | 2:0    | Gaziantepspor       | 0:0      | 2:0       |
| Vefa SK              | 6:4    | Şekerspor           | 3:2      | 3:2       |
| Adanaspor            | 2:3    | Fenerbahçe Istanbul | 2:1      | 0:2       |
| Galatasaray Istanbul | 5:2    | Bursaspor           | 4:1      | 1:1       |

## Halbfinale
|                     | Gesamt    |                      | Hinspiel | Rückspiel |
| ------------------- | --------- | -------------------- | -------- | --------- |
| Vefa SK             | 1:2       | Galatasaray Istanbul | 1:2      | 0:0       |
| Fenerbahçe Istanbul | (a)2:2(a) | MKE Ankaragücü       | 1:2      | 1:0       |

## Finale

### Hinspiel
| Paarung              | Galatasaray Istanbul – MKE Ankaragücü |
| Ergebnis             | 3:1 (1:1) |
| Datum                | 2. Mai 1973 um 15:30 Uhr |
| Stadion              | Mithatpaşa-Stadion, Istanbul |
| Schiedsrichter       | Sedat Özselçuk (Istanbul) |
| Tore                 | 0:1 Metin Yılmaz (17.) 1:1 Gökmen Özdenak (36.) 2:1 Gökmen Özdenak (72.) 3:1 Mehmet Oğuz (89.) |
| Galatasaray Istanbul | Yasin Özdenak – Tarık Küpoğlu (46. Ahmet Akkuş), Ekrem Günalp, Muzaffer Sipahi, Tuncay Temeller – Mehmet Oğuz, Bülent Ünder (83. Olcay Başarır), Aydın Güleş – Gökmen Özdenak, Metin Kurt, Mehmet Özgül Cheftrainer: Brian Birch ( England) |
| MKE Ankaragücü       | Baskın Soysal – Mehmet Aktan, Erman Toroğlu, Müjdat Yalman, Melih Atacan – Coşkun Süer, İsmail Dilber, Metin Yılmaz, Selçuk Yalçıntaş – Zafer Göncüler, Köksal Mesçi Cheftrainer: Ziya Taner                                                |
| Gelbe Karten         | Mehmet Oğuz – Baskın Soysal, İsmail Dilber |

### Rückspiel
| Paarung              | MKE Ankaragücü – Galatasaray Istanbul |
| Ergebnis             | 1:1 (0:0) |
| Datum                | 23. Mai 1973 um 15:30 Uhr |
| Stadion              | Ankara 19 Mayıs Stadyumu, Ankara |
| Schiedsrichter       | Ziya Türkdoğan |
| Tore                 | 0:1 Metin Kurt (70.) 1:1 Erman Toroğlu (73.) |
| MKE Ankaragücü       | Aydın Tohumcu – Remzi Hotlar, Adnan Pirol, Müjdat Yalman, Erman Toroğlu – Metin Yılmaz, Melih Atacan, İsmail Dilber, Zafer Göncüler – Behzat Çınar (53. Coşkun Akyel), Köksal Mesçi Cheftrainer: Ziya Taner                               |
| Galatasaray Istanbul | Yasin Özdenak – Muzaffer Sipahi, Tuncay Temeller, Ekrem Günalp – Mehmet Oğuz, Aydın Güleş, Bülent Ünder (82. Olcay Başarır), Korhan Tınaz (81. Uğur Köken) – Gökmen Özdenak, Mehmet Özgül, Metin Kurt Cheftrainer: Brian Birch ( England) |
| Gelbe Karten         | Erman Toroğlu, İsmail Dilber, Melih Atacan – keine |

## Beste Torschützen
| Rang | Spieler           | Verein               | Tore |
| ---- | ----------------- | -------------------- | ---- |
| 1    | Jorge Montemarani | Vefa SK              | 7    |
| 2    | Cemil Turan       | Fenerbahçe Istanbul  | 6    |
| 3    | Gökmen Özdenak    | Galatasaray Istanbul | 5    |
| 4    | Metin Kurt        | Galatasaray Istanbul | 4    |
| 5    | Osman Arpacıoğlu  | Fenerbahçe Istanbul  | 3    |
| 5    | Đorđe Milić       | Adanaspor            | 3    |
| 5    | Mehmet Özgül      | Galatasaray Istanbul | 3    |
| 5    | Korhan Tınaz      | Galatasaray Istanbul | 3    |
| 5    | Baykul Tüysüz     | Bursaspor            | 3    |
| 5    | Fevzi Zemzem      | Göztepe Izmir        | 3    |